# Stéphanie Bénéteau
Stéphanie Bénéteau, née en Italie, est une conteuse québécoise,.

## Biographie
Stéphanie Bénéteau est née en Italie d'un père franco-ontarien et d'une mère américaine. Elle a passé une partie de son enfance en Italie, a déménagé avec sa famille à Ottawa à neuf ans, et trois ans plus tard, à Montréal.
Elle a commencé son parcours dans l'univers du conte en racontant des histoires aux enfants qu'elle gardait et avec qui elle travaillait dans des camps de vacances. Elle a fait des études en littérature française et a complété un baccalauréat en éducation,. Elle a enseigné au niveau primaire pendant trois ans pour ensuite se concentrer sur la pratique du conte. Elle est conteuse professionnelle depuis 1995.
On retrouve dans son répertoires les contes du folklore québécois et international, les Mille et Une Nuits, les contes coquins, la légende médiévale de Tristan et Iseult et la mythologie grecque. Elle a présenté plus de mille spectacles au Québec, en Ontario, en France et en Allemagne, en anglais et en français,,.
Bénéteau est également formatrice, et a donné des formations sur le conte aux professionnels du conte ainsi que dans le domaine de l’éducation. Elle s'adresse aussi au jeune public, elle a ainsi créé un atelier sur le conte, présenté dans des écoles en milieu défavorisé, et participe au programme Culture à l'école du ministère de l'Éducation du Québec,,.
En 2005 elle remporte l'Ours d’Or, prix du public de la série Contes nomades. En 2018 elle remporte le prix Jocelyn Bérubé pour sa contribution au milieu du conte québécois.
Bénéteau a publié un conte, Le nom de l'arbre, chez Planète rebelle en 2015. Elle a aussi participé à l'ouvrage collectif L'art du conte en dix leçons, sous la direction du Collectif littorale, également paru chez Planète rebelle. Elle est directrice du Festival interculturel du conte du Québec depuis 2015,.

## Œuvres

### Contes
- Le nom de l'arbre, avec les illustrations de Slavka Kolesar, Montréal, Planète rebelle, 2015,  (ISBN 9782924174470)

### Ouvrages collectifs
- L'art du conte en dix leçons, sous la direction du Collectif littorale, Montréal, Planète rebelle, 2007, 262 p.  (ISBN 978-2-922528-75-6)

## Prix et honneurs
- 2005 - Ours d’Or, prix du public de la série Contes nomades[1]
- 2018 - Prix Jocelyn Bérubé pour sa contribution au milieu du conte québécois[6]